# محوطه کوه دراز ۲
محوطه کوه دراز ۲ مربوط به دوره اشکانیان - دوره ساسانیان است و در شهرستان گلشن، بخش مرکزی، شهر جالق، ۳ کیلومتری جنوب غرب فلکه کمربندی واقع شده و این اثر در تاریخ ۲۸ اسفند ۱۳۸۵ با شمارهٔ ثبت ۱۸۹۴۷ به‌عنوان یکی از آثار ملی ایران به ثبت رسیده است.